# Jón Magnússon (politiker)
Jón Magnússon (født 16. januar 1859, død 23. juni 1926) var en islandsk jurist, embedsmand og politiker, der var Islands statsminister under overgangen fra hjemmestyre til reel selvstændighed med etableringen af Kongeriget Island.
Jón Magnússon var en nær allieret af Hannes Hafstein og overtog ledelsen af Hjemmestyrepartiet efter denne. Han var statsminister på Island af to omgange. I første periode som medlem af Hjemmestyrepartiet fra 4. januar 1917 til 7. marts 1922. I sin anden embedsperiode fra 22. marts 1924 frem til sin død 23. juni 1926 som medlem af det konservative Íhaldsflokkurinn (en forløber for Selvstændighedspartiet).
Jón var gift med Þóru Jónsdóttur. I 1912 byggede de en pragtvilla på Hverfisgötu 21 i Reykjavík, som stadig står der.